# Хуе (провинцијски град)
Хуе (виј. Huế) је град у Вијетнаму у покрајини Тија Тијен Хуе, недалеко од Јужног кинеског мора. Кроз град протиче Река мириса. У периоду 1802-1945. Хуе је био престоница Вијетнама. 
Град је познат по историјским споменицима по којима је сврстан на листу Светске баштине. Тринаест царева из династије Нујен владали су из цитаделе на десној обали реке. Унутар цитаделе се налазио забрањени град у коме је приступ био дозвољен само одабранима. У близини су гробови више вијетнамских царева, као и Тјен Му пагода из 1601, симбол града. 
Становништво се бави рибарством и туризмом. 

## Историја
Војници Армије Републике Вијетнам су 8. маја 1963. отворили ватру на будистичке демонстранте у Хуеу који су протестовали због владине одлуке да забрани истицање будистичке заставе на празник Весак, усмртивши 9 особа.
Као признање за брзи развој Хуа, град је постао шеста вијетнамска општина са централном управом 2025. Као део овог процеса, Хуе је припојио остатак провинције Тхуа Тхиен Хуе како би поједноставио администрацију.

## Партнерски градови
- Блоа
- Џогџакарта
- Округ Хонолулу
- Гјеонгју